# Überlebenstraining (Album)
Überlebenstraining ist das dritte Soloalbum des Lübecker Rappers Albino. Es erschien am 15. September 2006.

## Entstehung
Nach seinem zweiten Album Vogelfrei hatte Albino zunächst mit dem Kölner Rapper Nesti unter dem Namen Syndikat die Platte Echolot aufgenommen. Zur selben Zeit erschien seine EP Kein Frieden. Als Titel für sein drittes Album wurde bewusst der Name „Überlebenstraining“ gewählt, da es laut eigenen Aussagen das Leben reflektiert und keine Oberflächlichkeiten enthält.

„Ich rappe übers Leben. Eigentlich wie immer. Es geht um den Kern des Menschen. Ich möchte mich nicht mit dem Drumherum, Bling Bling oder Oberflächlichkeiten beschäftigen. Ich möchte ran an den Menschen, meine Raps sollen ganz tief in die Leute reingehen, sie sollen bewegen und zum nachdenken anregen. Überlebenstraining ist kein übertriebener Titel. Es geht um die geistige Ebene, auf der dieses Training stattfindet. Ohne Rap als Ausdrucksweise wüsste ich nicht, wie ich klar kommen sollte.“

Albino arbeitete dabei mit mehreren Produzenten (12 Finger Dan, B-Base und DJ Mike) zusammen, die Anzahl von Gastbeiträgen anderer Rapper fiel ebenfalls sehr hoch aus. Dabei handelte es sich jeweils um „gewachsene Beziehungen die zu Freundschaften geworden sind“.
Albino selbst fungierte bei den Aufnahmen als „Executive Producer“, die in der Hitbäckerei Bielefeld, in der Geigenkammer Hamburg, im Heidelberger Piemont Studio sowie im Larica Studio in Berlin stattfanden. Als Gastrapper konnte Albino Holger Burner, Chaoze One, Nesti, Ole, Madcap, Tokin One, KET und Callya gewinnen.

## Promotion
Zur Veröffentlichung des Albums erschien ein Trailer, bei dem Christian Helbig sich für Regie und Produktion verantwortlich zeichnete. Etwa ein Jahr nach Erscheinen des Albums wurde zu dem Stück Open End außerdem ein Video gedreht, zu dem Lars Lehners Regie führte.

## Gestaltung
Auf dem Albumcover, das in einem weißen Rahmen gehalten ist, ist Albino in einem heruntergekommenen Raum mit Brille, schwarzem T-Shirt und verschränkten Armen zu sehen. Rechts – vom Betrachter aus – hinter ihm steht 12 Finger Dan, dessen Hände auf Albinos Schultern liegen, über die linke Hand hängt zudem ein weißes Handtuch. Rechts im Hintergrund ist DJ Mike mit einer Schallplatte in einer linken Hand und der rechten Hand am Kinn mit einer nachdenklichen Geste zu erkennen.
Im relativ schlicht gestalteten Booklet sind Schwarz-Weiß-Fotos des Rappers, der Produzenten und Gastrapper enthalten. Sämtliche Fotos stammen von Ralph Pache, für das Cover war Barbara Sander verantwortlich.

## Texte

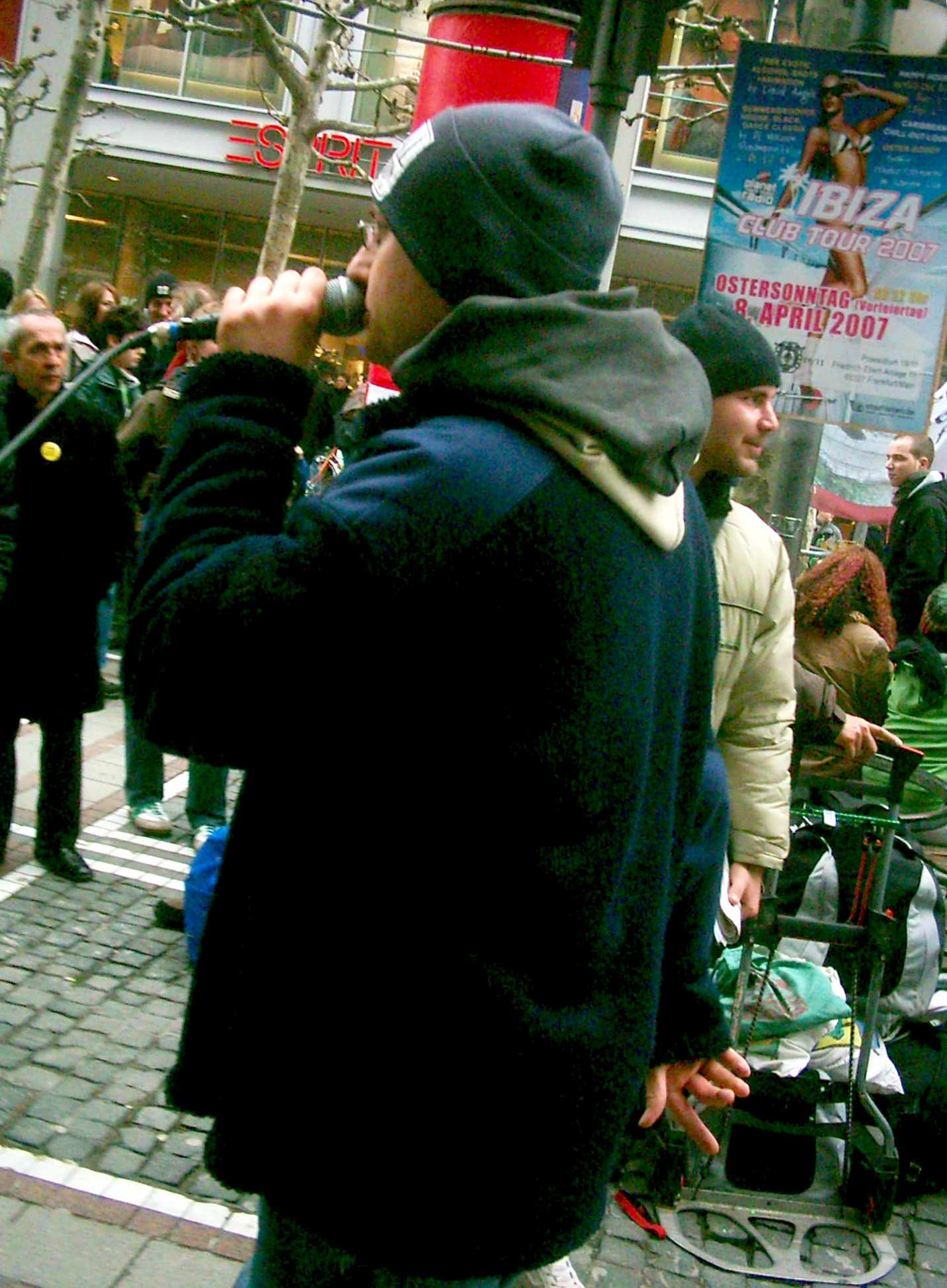
Albino

Stilistisch ist Überlebenstraining, wie alle bisherige Alben des Künstlers, dem Conscious Rap zuzuordnen. Das Album beginnt, wie bereits das Debütalbum Vertuscht & verschleiert, mit einem Auszug aus einer Rede von Rudi Dutschke, den Albino als Vorbild betrachtet. Diese wurde zudem mit einem Beat unterlegt. In Deshalb, einem Duett mit Holger Burner, werden mehrere Missstände auf der Erde angeprangert. Dabei wird vor allem Politikern Doppelmoral und den Medien Manipulation vorgeworfen, wobei letztere weitestgehend gleichgeschaltet seien und vieles verschweigen würden. Unbegreifbar setzt sich mit Tierrechten auseinander, wobei der Text die Gleichgültigkeit vieler Menschen gegenüber dem Umgang mit Tieren kritisiert.
88 is great, auf dem Albino mit Madcap und Tokin One rappt, geht es um Rechtsextremismus. Die 88 soll in diesem Zusammenhang für Hip-Hop stehen in Anspielung auf die Tatsache, dass H der achte Buchstabe des Alphabets darstellt. Dabei wird der Anspruch vertreten, die Definitionsmacht über Symbole nicht Nazis zu überlassen, da Achtundachtzig innerhalb der rechten Szene oft eine Art Abkürzung für „Heil Hitler“ darstellt. Das Stück bildet außerdem den Kern eines gleichnamigen Albums, das Albino zusammen mit Madcap zwei Jahre später veröffentlichte und in dem das Thema Rechtsextremismus einen großen Raum einnimmt. Auf diesem wurde das Lied erneut veröffentlicht.
Manche Stücke beschäftigen sich hingegen mit Selbstreflexion, so beispielsweise Briefwechsel, Allein und Die Ruhe vor dem Sturm. Ersteres entstand zusammen mit dem Karlsruher Rapper Chaoze One und stellt keinen Briefwechsel im eigentlichen Sinne dar, vielmehr ist der Titel metaphorisch zu deuten. In ihm werden Dinge thematisiert, die beide zu dem Zeitpunkt beschäftigte. Ursprünglich sollte das Stück einige zusätzliche Strophen enthalten, ehe sich beide Rapper entschlossen, anstatt dessen später ein neues Stück zu verfassen.

## Rezeption
Überlebenstraining erhielt überwiegend positive Kritiken. rap.de charakterisierte es als „sehr rundes und gelungenes Album“. Ebenso wird Albino in dieser Rezension dafür gelobt, sich dem damaligen Zeitgeist innerhalb der Hip-Hop-Szene zu widersetzen: „Und nun ist die Frage, warum ein solches Album im Jahre 2007 nicht endlich wieder Geltungsanspruch erheben darf. Es klingt wie oldschoolig neu aufgelegt. Und wenn man mal Lust auf die gute alte Schule hat, warum soll man dann nur alte Platten hören? Diese Scheibe ist dann genau das Richtige.“ Bemängelt wird lediglich stellenweise die Raptechnik mit „Betonungen auf eigentlich unbetonte[n] Silben“, die „etwas krampfhaft und befremdlich“ wirkten.